# Claxton Bay
Claxton Bay es una localidad de Trinidad y Tobago, que forma parte de la región de Couva-Tabaquite-Talparo.

## Geografía
La localidad abarca parte de la isla Trinidad y limita al norte con Friendship y Phoenix Park, al sur con St. Margaret, al este con Diamond, Sum Sum Hill, Cedar Hill y Union Village y al oeste con el golfo de Paria.

## Demografía
Datos demográficos de la localidad de Claxton Bay:
| Gráfica de evolución demográfica de Claxton Bay entre 2000 y 2011 |
|                                                                   |